# Факултет за финансије, банкарство и ревизију Алфа БК универзитета
Факултет за финансије, банкарство и ревизију Алфа БК универзитета је један од шест факултета овог универзитета, основаног 1993. године. Налази се у згради универзитета на адреси ул. Палмира Тољатија 3, ГО Нови Београд.
Факултет за финансије, банкарство и ревизију нуди следеће модуле економског усмерења: рачуноводство и ревизија, трговина (порези и царине, и трговина и маркетинг), економија, економија и финансије, и маркетинг, менаџмент и трговина.

## Историја
Факултет је основан 15.05.1993. године у Пећи, као задужбина породице Карић. Одлуком о оснивању између Фондације „Браћа Карић“ и Института „Браћа Карић“ основана је Академија за трговину и банкарство „Јанићије и Даница Карић“. Званично, Академија је почела са радом 22.09.1993. године са седиштем у Пећи.
Прва фаза развоја факултета обухвата период од 1993. до 1997. године, од оснивања Академије до промене назива у Факултет за трговину и банкарство „Јанићије и Даница Карић“. 
Друга фаза обележила је период преласка Факултета из Пећи у Београд. У периоду од годину дана Факултет је успео да уз велике напоре сачува интегритет, ресурсе и људе факултета.
Кроз трећу фазу развоја, од 1999. године до данас, Факултет за финансије, банкарство и ревизију интегрисан је са Алфа БК Универзитетом што је омогућило да студенти, поред професора економије, знања добијају и од високо компетентних професора информационих технологија, менаџмента и страних језика.

## Студије
Студијски програм основних академских студија Факултета за финансије, банкарство и ревизију траје четири године (8 семестара), након чега се стиче звање - дипломирани економиста.
Мастер студијски програм Трговина и Пословна економија (у припреми) се организује у једногодишњем трајању – два семестра. Овај програм је намењен студентима који имају завршене четворогодишње академске студије, а чине га три обавезна и девет изборних предмета.
Докторске студије Економија и бизнис (у припреми) трају три године (шест семестара).
На Факултету за финансије, банкарство и ревизију до данашњег дана, академско звање из области трговине, банкарства, рачуноводства и ревизије стекло је преко 5.000 студената.